# Lemnia, Covasna
Lemnia (în maghiară Lemhény) este satul de reședință al comunei cu același nume din județul Covasna, Transilvania, România. Se află în partea de est a județului, în Depresiunea Târgu Secuiesc.

## Așezare
Localitatea Lemnia este situată în nordul județului, pe cursul inferior al pârâului cu același nume, în partea sudică a Munților Nemira,  pe DN11, Brașov - Târgu Secuiesc - Bacău.

## Istoric
Cercetările arheologice din anul 1977, executate între pâraiele Lemnia Mică (Kislemhény) și Lemnia Mare  (Nagylemhény), pe vârful unui deal numit "Lazul cetății" (Várerősse), la Cetatea lui Ciomortan, datând din epoca medievală timpurie, au descoperit un turn rectangular și vase aparținând culturii dacice. În albia râului Lemnia, în anul 1965 s-a găsit un tezaur de monede, din care trei piese aparțin emisiunilor Dyrrhachium și Apollonia. În anul 1988, pe cursul superior al râului Negru, în punctul numit "Opt pământuri", a fost identificată o așezare din epoca bronzului târziu. În anul următor, așezarea a fost cercetată prin sondaje arheologice și au fost descoperite mai multe locuințe cu vetre și chirpici, precum și fragmente ceramice. Așezarea a fost identificată ca aparținând culturii Noua.
Prima atestare documentară datează din anul 1332.

## Date economice
Economia localității se axează pe industria de confecții, industria alimentară (abator de prelucrare a cărnii), exploatarea și prelucrarea primară a lemnului dar în principal pe agricultură și creșterea animalelor.

## Obiective turistice
- Biserica Romano-Catolică Sf. Mihail, construită în anul 1510
- Biserica Nepomuki Szent János, datând din anul 1764
- Cetatea Haiducilor